# جاناتان کومینگا
جاناتان کومینگا (انگلیسی: Jonathan Kuminga؛ زادهٔ ۶ اکتبر ۲۰۰۲) بازیکن بسکتبال اهل جمهوری دموکراتیک کنگو است.